# Curitibanos (tiểu vùng)
Curitibanos là một tiểu vùng thuộc bang Santa Catarina, Brasil. Tiều vùng này có diện tích 6506 km², dân số năm 2007 là 115565 người.